# Stamină

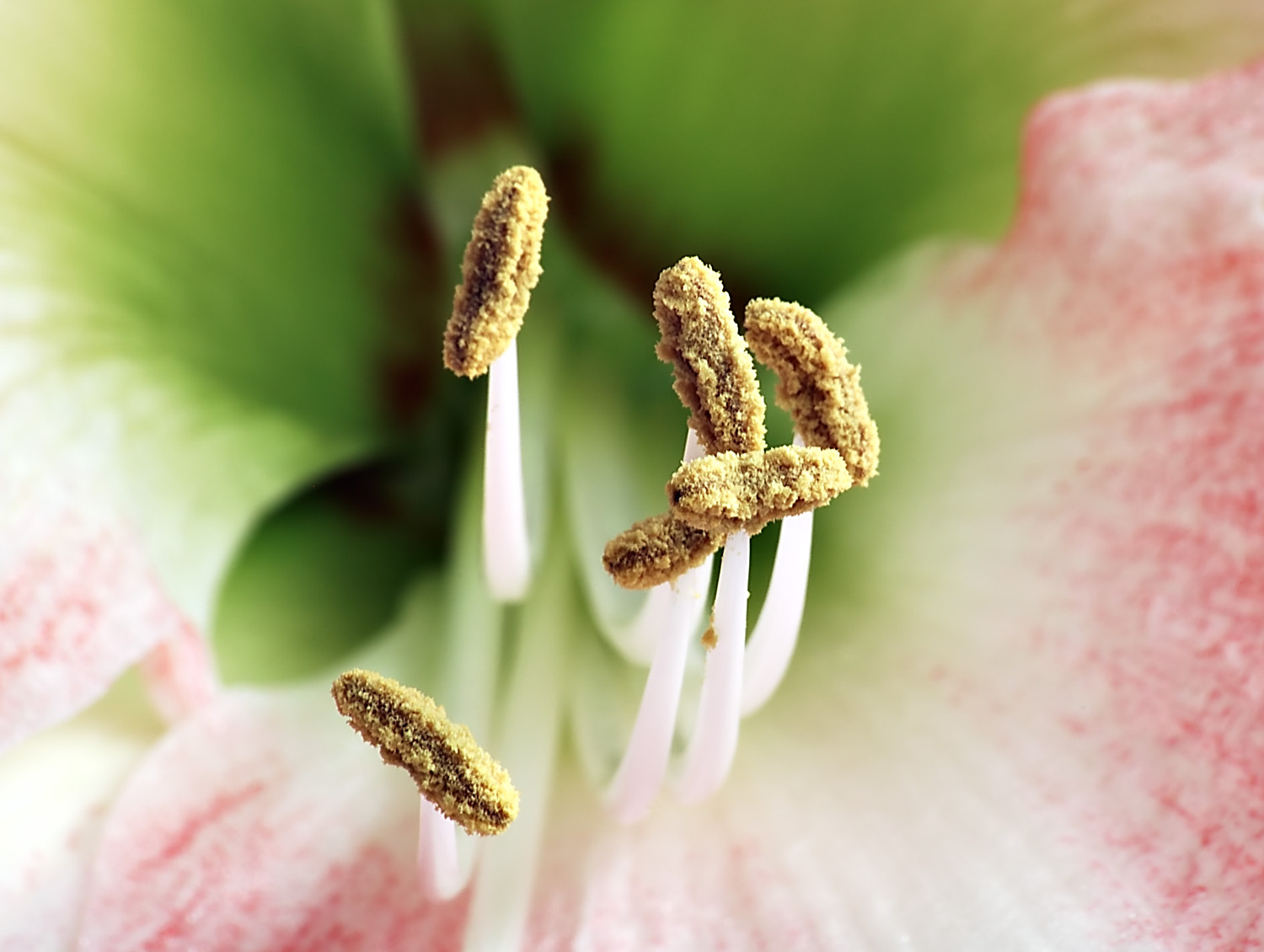
Stamina este partea barbateasca a florii.Este formata din antera si filament

## Etimologie
Din latină stāmen, -inis.